# Справедливость (римское право)
Справедливость в представлении древних римлян разделялась на два понятия: 
- справедливость как правильное состояние вещей (лат. aequitas), которое должно быть отражено в праве, а в нравственности являться добродетелью;
- справедливость как практическое понятие «каждому своё», последовательное применение правил (лат. justitia).

В русском языке возникает очевидная сложность с терминологией, которую разные авторы разрешают по-разному, обычно с применением латинских терминов, но иногда для aequitas используется термин эквивалентность: лат. ius est ars boni et aequi, «право — искусство добра и эквивалентности» (Ульпиан).

## Aequitas

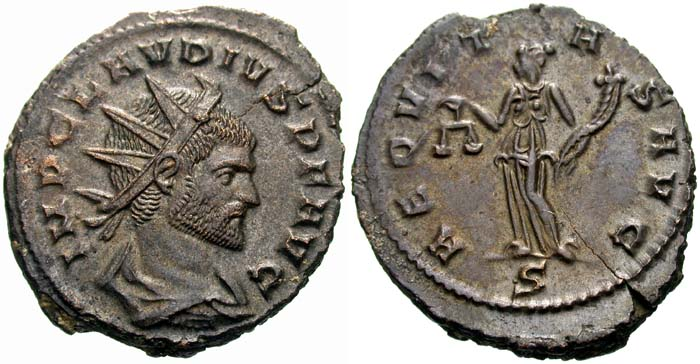
Изображение Эквитас на реверсе римского антониниана

В римском праве aequitas, чувство справедливости, использовалось в судопроизводстве и содействовало смягчению суровости строгого формального права, особенно со времени преторских эдиктов.
Экви́тас, богиня справедливости, римское олицетворение правоты и справедливости, изображалась в виде величавой девы, подобной Афине, с весами в правой руке и рогом изобилия в левой.